# Agapostemon leunculus
Agapostemon leunculus är en biart som beskrevs av Joseph Vachal 1903. Agapostemon leunculus ingår i släktet Agapostemon och familjen vägbin. Inga underarter finns listade i Catalogue of Life.